# الفرهود

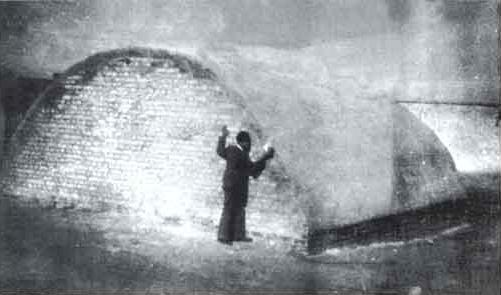
قبر جماعي لضحايا الفرهود، 1946

الفرهود هي أعمال عنف ونهب نشبت في بغداد بالعراق واستهدفت سكان المدينة من اليهود في 1 حزيران 1941م، خلال احتفالهم بعيد الشفوعوت اليهودي. ولقد وقعت هذه المذابح بعد الفوضى التي أعقبت سقوط حكومة رشيد عالي الكيلاني خلال انقلاب 1941م، قبل أن تتمكن القوات البريطانية من السيطرة على المدينة، انتهت الحادثة في اليوم التالي ودخلت القوات البريطانية بغداد. حيث راح ضحيتها حوالي 175 قتيلا و2,000 جريح يهودي، ودُمِّرَ خلال المذابح حوالي 900 منزل تابع لليهود.
أرهبت هذه المذابح يهود العراق، وتركت في نفوسهم أثرًا عميقًا، وساعدت على سرعة هجرتهم إلى إسرائيل، ومع حلول عام 1951م، كان قد هاجر من العراق أكثر من 80% منهم إلى إسرائيل 
يسمى حادث الفرهود أحيانا لدى اليهود بالهولوكوست المنسي، حيث يعتبر بداية النهاية للوجود اليهودي في العراق الذي دام لأكثر من 2600 سنة منذ سبي بابل.

## موقع القبور الجماعية
وموقع هذه المقبرة في كراج النهضة في بغداد، ولقد أزيلت في فترة الجمهورية الأولى لغرض إنشاء برج ومنظومة اتصالات في ذلك المكان ولكن لم ينفذ وقتها لظروف البلد ونقل موقع المقبرة إلى منطقة شرقي بغداد بين عمارات الحبيبية حاليا، والمسافة قريبا من مسلخ حبيب النصراني الذي كان يقوم بذبح لحيوان (الخنزير)، حيث كان يباع في بغداد في محلات شبه علنية في سوق البتاوين (شارع شهادة الجنسيه سابقا)، قبل حوالي 55 عاما، والذي منع من مزاولة عمله أو المتاجرة به في حقبة الجمهورية الثانية في العراق بعد عام 1964م.

## تشكيل لجنة تحقيق في الحادث
ولقد شكلت لجنة للتحقيق بحوادث يومي 1 و 2 حزيران من عام 1941 بناءً على قرار مجلس الوزراء الصادر يوم 7 حزيران 1941م، وفيما يلي نص تقرير لجنة التحقيق حول الحوادث:
لجنة التحقيق عن حوادث يومي 1 و 2 حزيران عام 1941.
اجتمعت اللجنة برئاسة السيد محمد توفيق النائب وعضوية كل من ممثل وزارة الداخلية السيد عبد الله القصاب، وممثل وزارة المالية السيد سعدي صالح، باثنتي عشر جلسة، وقررت ما يلي:
- الأرقام والإحصائيات غير دقيقة كما جاء في إفادة حاكم التحقيق الذي قال:- أن عدد القتلى حسبما جاء في إفادة حاكم التحقيق أنهم 110 بضمنهم 28 امرأة. وهم من الإسلام ( مسلمين ) واليهود، أما الجرحى فكانوا 204 وهم كذلك من الإسلام واليهود.
- أما رئيس الطائفة اليهودية فيدعي أن القتلى والجرحى أكثر من ذلك وأن الحوانيت والمخازن المنهوبة عددها 586 محلا وأن ثمن ما نُهب منها يبلغ (271.402)دينار ويدعي أن الدور المنهوبة عددها 911 وأن الضرر الذي لحقهم يبلغ (383,878) دينارًا.
- أما هذه اللجنة فتشك في صحة هذا الإحصاء لأنه لم يكن مبنيا على حقيقة، وإذا شاءت الحكومة معرفة الضرر بصورة حقيقية فيجب تشكيل لجنة خاصة لها.
- أما الاعتداء على عفاف العائلات فلم تقع شكوى عنه، ولكن يدعي رئيس الطائفة اليهودية بأنه وقع على ثلاث أو أربع حالات.